# Gynandromyia longicornis
Gynandromyia longicornis är en tvåvingeart som beskrevs av Sun och Zhao 1992. Gynandromyia longicornis ingår i släktet Gynandromyia och familjen parasitflugor.
Artens utbredningsområde är Zhejiang (Kina). Inga underarter finns listade i Catalogue of Life.